# André Albert
Pour les articles homonymes, voir Albert.
André Didier François Albert, né le 19 février 1911 à Paris et mort dans la même ville le 15 juin 1976, est un journaliste et homme politique français.

## Biographie
Fils de François Albert, il poursuit des études de lettres et de droit avant d'entamer une carrière publique. Journaliste à l'Œuvre et au Petit Journal, il entre, en 1933, au cabinet du secrétaire d’État à l'économie nationale, Raymond Patenôtre.
Membre du Parti radical-socialiste, il adhère ensuite au Parti radical-socialiste Camille Pelletan et c'est sous cette étiquette qu'il est élu député des Deux-Sèvres en 1936, dans la circonscription dont son père avait été l'élu.
À vingt-cinq ans, il est un des plus jeunes députés de l'histoire parlementaire.
Le 10 juillet 1940, il approuve la remise des pleins pouvoirs au maréchal Pétain. Cependant, ce vote ne traduit pas une adhésion au régime de Vichy. Dès 1943, il rejoint les Forces Françaises Libres et participe aux combats pour la libération de la France.
Cette attitude lui vaudra d'être relevée de l'inéligibilité en décembre 1945. Il abandonne cependant la vie politique, reprenant ses activités au service politique de Paris-Presse puis de l'Aurore.
Il est inhumé aux côtés de son père au cimetière de Béruges, dans la Vienne.

## Sources
- « André Albert », dans le Dictionnaire des parlementaires français (1889-1940), sous la direction de Jean Jolly, PUF, 1960 [détail de l’édition]